# Oostzaan
Oostzaan és un municipi de la província d'Holanda del Nord, al centre-oest dels Països Baixos. L'1 de gener de 2009 tenia 9.191 habitants repartits per una superfície de 16,13 km² (dels quals 4,64 km² corresponen a aigua). Limita al nord amb Wormerland, a l'oest Zaanstad, a l'est amb Landsmeer i al sud amb Amsterdam.

## Centres de població
- Kerkbuurt
- De Haal
- De Heul
- Noordeinde
- Zuideinde
- Achterdichting

## Ajuntament
El consistori està format per 13 regidors:
- Gemeentenbelangen, 3 regidors
- VVD 3 regidors
- GroenLinks 3 regidors
- PvdA 1 regidors
- CDA 1 regidors
- D66 1 regidor
- Partij Luijendijk, 1 regidor